# Greenwich Time
Greenwich Time ist eine Tageszeitung mit Sitz in Greenwich, Connecticut (Vereinigte Staaten). Die Zeitung teilt die Herausgeberschaft mit der Stamforder Zeitung The Advocate. Beide Zeitungen gehören der Hearst Corporation.

## Geschichte
1977 wurden die Southern Connecticut Newspapers, Besitzerin der Time und des Stamford Advocate, vom Times Mirror aufgekauft. Times Mirror wurde 2000 von der Tribune aufgekauft.
Im März 2007 kündigte Tribune an, die beiden Papiere für 73 Millionen US-Dollar an Gannett zu verkaufen. Der Deal scheiterte jedoch, als Gannett sich weigerte, den Gewerkschaftsvertrag für 35 Advocate Newsroom-Arbeiter mit Local 2110 der United Auto Workers einzuhalten.
Die Time und ihre Schwesterzeitung The Advocate wurden von der Tribune Company im Rahmen eines am 1. November 2007 abgeschlossenen Vertrags für 62,4 Millionen US-Dollar an Hearst verkauft. Der Verkauf umfasste kein Land im Besitz von Tribune in Stamford und Greenwich, einschließlich der Druckmaschinen. Hearst druckt sowohl The Advocate als auch die Time im Werk der Connecticut Post in Bridgeport.
Nach dem Tribune-Verkauf war die Post im Besitz von MediaNews, die The Advocate und Greenwich Time für Hearst verwalteten, bis Hearst 2008 MediaNews kaufte.
Am 8. August 2008 erwarb die Hearst Corporation die Connecticut Post (Bridgeport, Connecticut) und www.ConnPost.com, darunter sieben nicht täglich erscheinende Zeitungen, von der MediaNews Group Inc. und übernahm die Kontrolle über drei weitere Tageszeitungen im Fairfield County (Connecticut), einschließlich The Advocate (Stamford), Greenwich Time (Greenwich) und The News-Times (Danbury), die von MediaNews im Rahmen einer im April 2007 begonnenen Managementvereinbarung für Hearst verwaltet wurden.